# Martirii revoluției române din 1989
Martirii revoluției române din 1989 sunt victime împușcate de organele de represiune în perioada 16 decembrie 1989 și până la prânz din ziua din 22 decembrie 1989.
Conform celor mai recente date oferite de Institutul de Investigare a Crimelor Comunismului, Revoluția română din 1989 a făcut, în total, 5.205 victime, dintre care 1.116 morți și 4.089 de răniți. Din cei 1.116 morți  159 de victime au căzut până la 22 decembrie, orele 12.09  (fuga lui Ceaușescu, de pe sediul CC, cu elicopterul).
Cel mai mare număr de morți a fost înregistrat în Timișoara.

## Martirii din Timișoara
În timpul Revoluției de la Timișoara, 50 de persoane și-au pierdut viața, majoritatea dintre ei fiind incinerați ulterior la Crematoriul Cenușa, din București. Primele cinci victime au fost împușcate de armată pe 17 decembrie, în timpul manifestărilor de stradă.
- Primele victime în Piața Operei (9 martiri): Nuțu Ioțcovici,
- Martirii de pe Calea Girocului: Ștefan Mariș, Alexandru Ferkel Șuteu,
- Martirii de pe Calea Lipovei: Georgeta Pinzhoffer, Silviu Motohon,
- Martirii din zona Podului Decebal: Leontina Bânciu[2],
- Martirii de pe Calea Aradului: Dănuț Carpin[3],
- Martirii uciși în Spitalul Județean Timiș (cca. 10 persoane): Remus Tășală,  Dumitru Gârjoabă,
- Martirii din Piața Libertății: Lepa Bărbat,
- Martirii uciși pe treptele Catedralei Mitropoliei Banatului:

- Vezi și: Operațiunea Trandafirul

## Martirii din București
- Martirii uciși în zona Piața Universității - Hotel Intercontinental, B-dul Magheru în noaptea de 21/22 decembrie 1989: 49 de persoane